# Ваня на 42-ра улица
„Ваня на 42-ра улица“ (на английски: Vanya on 42nd Street) е американски филм от 1994 година на режисьора Луи Мал по сценарий на Андре Грегъри, с участието на Уолъс Шон и Джулиан Мур.

## Сюжет
Актьори от театър на 42-ра улица в Ню Йорк репетират класическата пиеса на Чехов „Вуйчо Ваньо“. Играта продължава непрекъснато, действие след действие с кратки почивки, за да се смени сцената и да се вземе почивка. Липсата на костюми, истински реквизити и пейзажи скоро ще бъде забравена.

## В ролите
| Изпълнител   | Роля                |
| ------------ | ------------------- |
| Джулиан Мур  | Елена               |
| Уолъс Шон    | Вуйчо Ваньо         |
| Брук Смит    | Соня                |
| Джордж Гейнс | Професор Серебряков |
| Лари Пайн    | Доктор Астров       |
| Фиби Бранд   | Бавачката           |
| Лин Коен     | Майката             |
| Джери Майер  | „Вафлата“           |